# Trois grands Bouddhas du Japon
 (octobre 2014).
Si vous disposez d'ouvrages ou d'articles de référence ou si vous connaissez des sites web de qualité traitant du thème abordé ici, merci de compléter l'article en donnant les références utiles à sa vérifiabilité et en les liant à la section « Notes et références ».

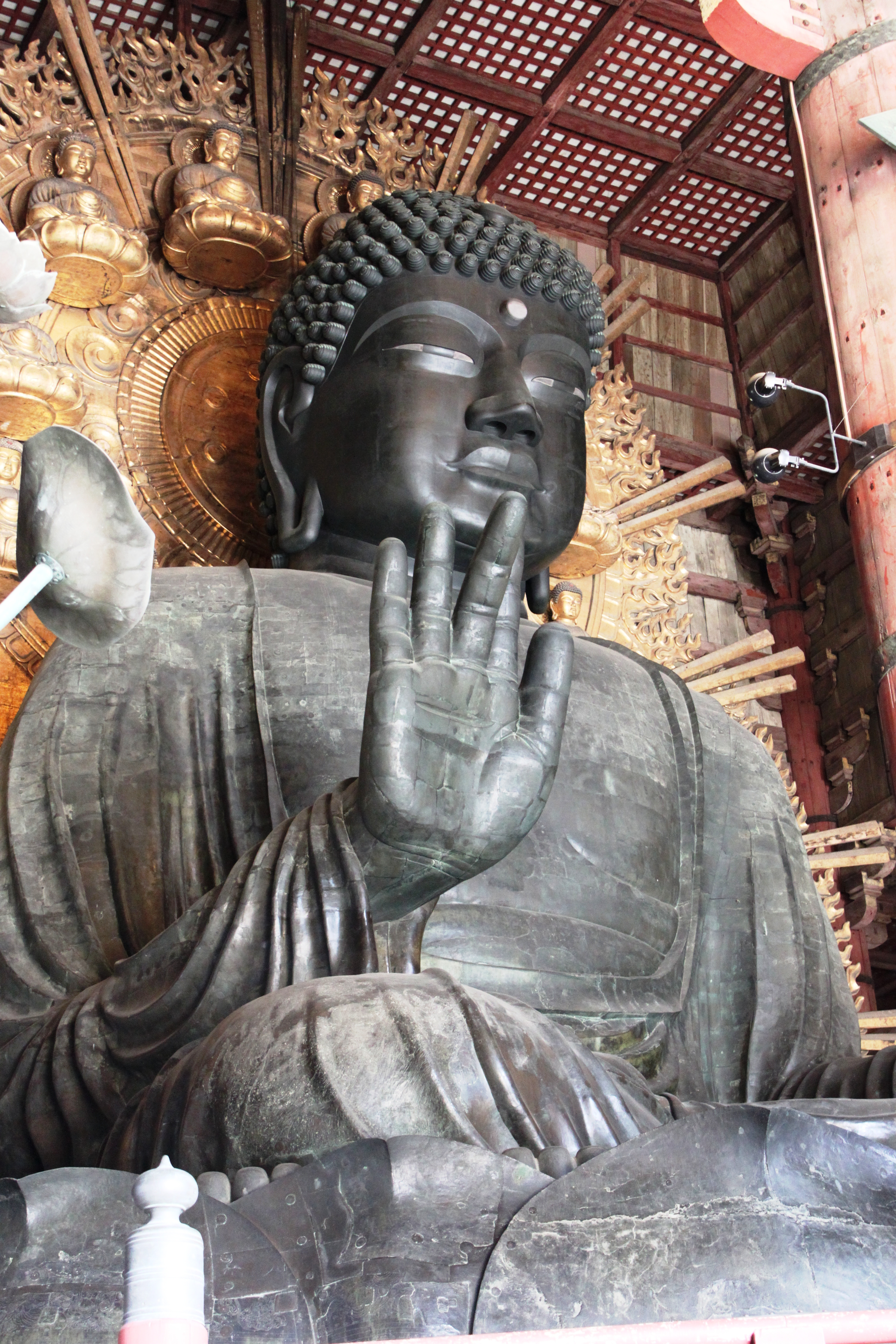
Daibutsu de Nara

Daibutsu de Kamakura

Les trois grands Bouddhas du Japon (日本三大仏, Nihon San Daibutsu, Daibutsu signifiant « grand bouddha ») constituent une sélection des statues de Bouddha les plus représentatives à l'échelle nationale. Cette sélection inclut le Daibutsu de Nara du temple Tōdai-ji ainsi que celui de Kamakura, installé au temple Kōtoku-in dans la préfecture de Kanagawa. Bien qu'il existe actuellement plusieurs opinions concernant le choix de la troisième statue, l'appellation de « trois grands Bouddhas du Japon » n'est pas utilisée en pratique.

## Évolution
L'évolution de cette sélection se divise en trois grandes époques : l'époque d'Edo qui désigna comme troisième statue le Daibutsu du temple Hōkō-ji à Kyōto, celle précédant la Seconde Guerre mondiale qui élut le Daibutsu du temple Nōfuku-ji à Kōbe, et enfin celle d'après-guerre qui a mis en avant plusieurs candidats pour une troisième place devenue vacante.

### Époque d'Edo
- Grand Bouddha de Nara (Temple Tōdai-ji, Nara ; anciennement district de Soekami de la province de Yamato)
- Grand Bouddha de Kamakura (Temple Kōtoku-in, Kamakura ; anciennement district de Kamakura de la province de Sagami)
- Grand Bouddha de Kyōto (Hōkō-ji, Kyōto ; anciennement district de Kii de la province de Yamashiro)

Si les statues de Nara et de Kamakura existaient déjà avant l'époque d'Edo (1603-1868), aucun récit n'a été rapporté concernant l'existence précoce d'une notion de « trois grands Bouddhas ». Ce n'est qu'au cours de l'époque d'Edo que l'on peut attester, en tant que fait historique, d'une diffusion de cette notion au sein de la population. On peut néanmoins penser qu'un concept similaire a déjà été présent dans les esprits au tout début de cette même ère avec l'édification du Grand Bouddha de Kyōto par Toyotomi Hideyoshi.
La statue construite par le ministre suprême fut détruite avant son inauguration sous l'effet du tremblement de terre de Keichō-Fushimi, survenu le 5 septembre 1596 (an 1er de l'ère Keichō). Une deuxième version, dont la construction revint au fils et successeur Hideyori, fut également perdue en raison d'un accident de chantier. C'est en fait la troisième génération du Grand Bouddha de Kyōto qui allait bénéficier d'une reconnaissance à long terme auprès des habitants de la capitale. Cependant, cette même statue fut endommagée par le tremblement de terre de Konoe-Yamashiro survenu le 16 juin 1662 (an 2 de l'ère Kanbun). On la démantela et le bronze qui la composait fut reconverti en pièces de monnaie. Un nouvel exemplaire en bois fut érigé en 1798 (an 10 de l'ère Kansei) mais disparut avec son enceinte dans un incendie provoqué par la foudre. Le Grand Bouddha de Kyōto ne fit plus parler de lui jusqu'à l'avènement d'une nouvelle reconstruction quelque trente ans plus tard. Or, cet ouvrage étant beaucoup plus petit que ses prédécesseurs, la statue ne fut plus à même d'être classée parmi les trois Grands Bouddhas du Japon. Du reste, ce Daibutsu devait lui-même subir un incendie au cours de la moitié du XXe siècle.

### Avant la Seconde Guerre mondiale

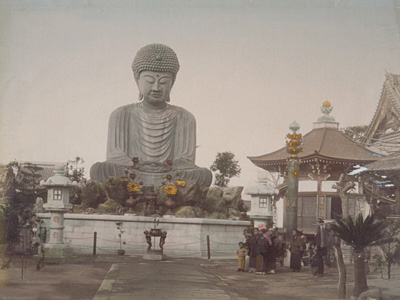
Daibutsu de Hyōgo

- Grand Bouddha de Nara (Temple Tōdai-ji, Nara, préfecture de Nara)
- Grand Bouddha de Kamakura (Temple Kōtoku-in, Kamakura, préfecture de Kanagawa)
- Grand Bouddha de Hyōgo (Temple Nōfuku-ji, Kōbe, préfecture de Hyōgo)

Après l'incendie du Daibutsu de Kyōto, c'est celui de Hyōgo qui fut élu troisième Grand Bouddha du pays. Sa construction eut lieu en 1891 (an 24 de l'ère Meiji). Si ce dernier n'avait pas l'envergure de la statue de Kyōto, sa taille était suffisamment comparable au Daibutsu de Kamakura pour occuper la troisième place restée longtemps vacante. Cependant, en vertu d'une ordonnance sur la collecte de métaux édictée en 1944, le Daibutsu de Hyōgo fut sacrifié à l'effort de la guerre du Pacifique. Il a finalement été reconstruit en 1991 (an 3 de l'ère Heisei), mais des voix se sont opposées à sa réélection, du fait de la nouveauté de cette version.

### Après-guerre

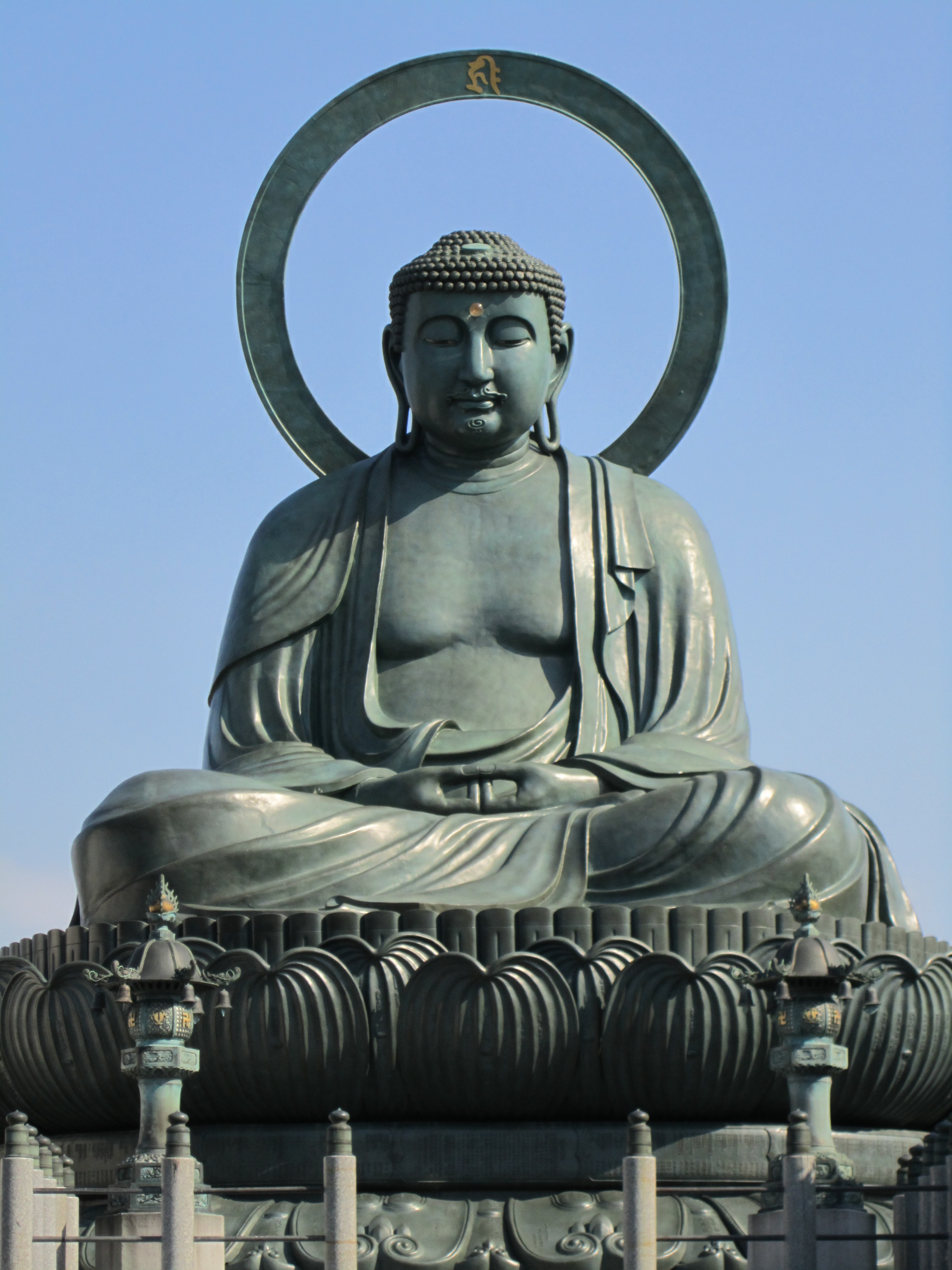
Daibutsu de Takaoka

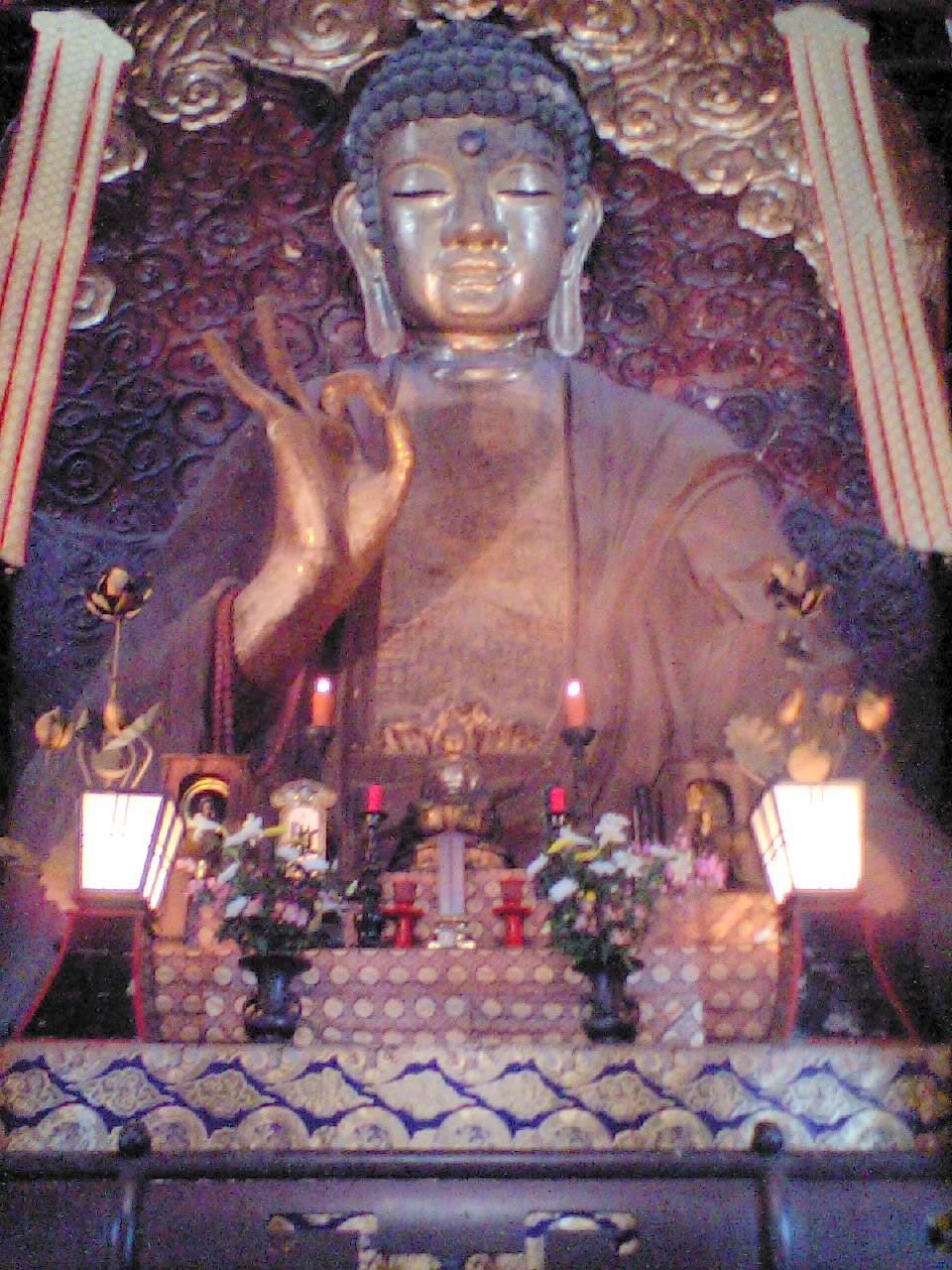
Daibutsu de Gifu

- Grand Bouddha de Nara (Temple Tōdai-ji, Nara, préfecture de Nara)
- Grand Bouddha de Kamakura (Temple Kōtoku-in, Kamakura, préfecture de Kanagawa)
- (Place vacante)

Depuis le sacrifice de la statue de Hyōgo pendant la guerre, la place de troisième plus célèbre Daibutsu du Japon est restée inoccupée. De nos jours, plusieurs Daibutsu se profilent comme candidats, parmi lesquels deux se revendiquent clairement le titre de Daibutsu majeur : le Grand Bouddha de Takaoka du Temple Daibutsu (Takaoka, préfecture de Toyama) et celui de Gifu au Temple Shōhō-ji (Gifu, préfecture du même nom). Or, la plupart des classifications de type « Trois plus célèbres... » s'attribue selon le point de vue personnel de certaines célébrités, ou se résume tantôt à l'auto-proclamation d'une population locale qui cherche à tirer profit de la popularité des deux sites historiques nationaux.

## Autres
Dans sa rubrique « Trois grands Bouddhas », le dictionnaire Kōjien des éditions Iwanami Shoten mentionne en parallèle les deux listes suivantes :
- Grand Bouddha du Temple Tōdai-ji à Nara, Taihei-ji (Chishiki-ji) à Kawachi et  Sekidera à Ōmi.
- Grand Bouddha du Temple Tōdai-ji à Nara, Temple Kōtoku-in à Kamakura et Temple Hōkō-ji de Kyōto (les trois Daibutsu de l'époque d'Edo).